# Malam Bacai Sanhá
Malam Bacai Sanhá (1947. május 5. – 2012. január 9.) bissau-guineai politikus, az Országos Népgyűlés elnöke 1994 és 1999 között, majd ideiglenes elnökként funkcionált 1999-től 2000-ig. A 2009-es elnökválasztások győztese, ennek révén haláláig Bissau-Guinea elnöke.
2012 elején, hosszú betegség után, egy franciaországi klinikán halt meg. Ő a második elnök a kis nyugat-afrikai országban, aki hivatali idejében hunyt el: elődje, João Bernardo Vieira merénylet áldozata lett 2009-ben. Január 16-án temették el hazájában, több ezer ember rótta le kegyeletét ravatala előtt a Népgyűlés dísztermében.